# Yushania complanata
Yushania complanata är en gräsart som beskrevs av Tong Pei Yi. Yushania complanata ingår i släktet yushanior, och familjen gräs. Inga underarter finns listade i Catalogue of Life.